# Sibel

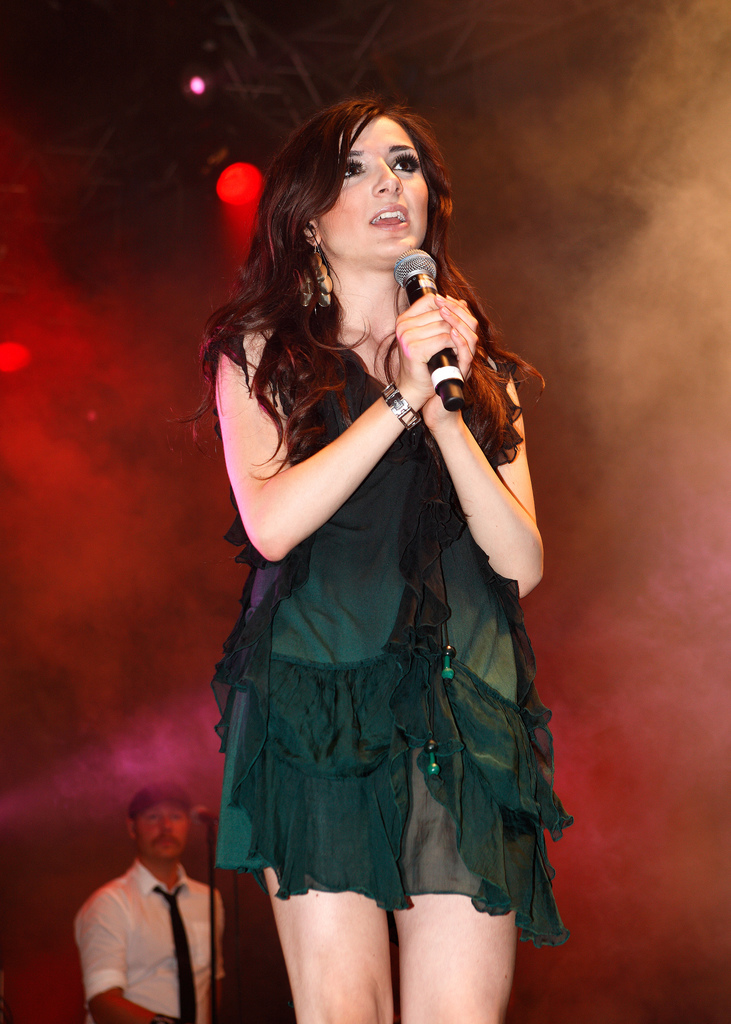
Sibel Redzep
, 2008.

Sibelär ett turkiskt kvinnonamn, från den turkiska stavningen av den antika anatoliska modergudinnan Kybele.

## Personer
- Sibel Can, turkisk folksångerska
- Sibel Edmonds, tidigare tolk hos FBI
- Sibel Kekilli, tysk skådespelerska
- Sibel Redzep, svensk popsångerska
- Sibel Tüzün, turkisk popsångerska

Den här artikeln är helt eller delvis baserad på material från engelskspråkiga Wikipedia, tidigare version.